# El Sobrante (condado de Contra Costa)
El Sobrante es un lugar designado por el censo ubicado en el condado de Contra Costa en el estado estadounidense de California. En el año 2000 tenía una población de 12.260 habitantes y una densidad poblacional de 1,532.5 personas por km². John "Al Sobrante" Kiffmeyer, antiguo batería de la banda Green Day, tomó su apodo en referencia a El Sobrante.

## Geografía
El Sobrante se encuentra ubicado en las coordenadas 37°58′38″N 122°17′43″O / 37.97722, -122.29528. Según la Oficina del Censo, la ciudad tiene un área total de 8 km² (3,1 mi²), de la cual 8 km² (3,1 mi²) es tierra y 0 km² (0 mi²) (0%) es agua.

## Demografía
Según la Oficina del Censo en 2000 los ingresos medios por hogar en la localidad eran de $48,272, y los ingresos medios por familia eran $59,342. Los hombres tenían unos ingresos medios de $44,232 frente a los $34,661 para las mujeres. La renta per cápita para la localidad era de $24,525. Alrededor del 9.5% de la población estaban por debajo del umbral de pobreza.

## Educación
El Distrito Escolar Unificado de West Contra Costa gestiona escuelas públicas.